# Hyperion (softwarebedrijf)

Logo van Hyperion

Hyperion Solutions Corporation is een voormalig Amerikaans bedrijf dat software ontwikkelde op het gebied van business performance management.
Het bedrijf, dat was gevestigd in Santa Clara in de staat Californië, werd opgericht in 1981 door Bob Thomson en Marco Arese, toen onder de naam IMRS. In 1995 kreeg het de naam Hyperion Software, en na een overname in 1998 van het bedrijf Arbor werd de naam Hyperion Software Corporation. In 2007 ging dit bedrijf samen met Oracle Corporation. Veel van de Hyperion-producten waren op het terrein van Business Intelligence en Business Performance Management, en werden anno 2013 nog steeds door Oracle onder de naam Oracle Hyperion ontwikkeld en verkocht.